# Chicano (Film)
Chicano (manchmal mit dem Zusatz Obsesión de venganza) ist ein spanischer Italowestern aus der letzten Phase des Genres. José Truchado führte Regie bei dem Film, der nie im deutschen Sprachraum gezeigt wurde.

## Inhalt
Jonathan und Mary, die kürzlich geheiratet haben, halten sich in Jacksonville auf, als Chico Anderson mit seiner Bande dort eintrifft. Sie überfallen die Bank und nehmen Mary zunächst als Geisel, bevor sie sie nach gelungener Flucht töten. An ihrem Grab schwört Jonathan Rache, die er dann auch durchführt – Mann für Mann.

## Bemerkungen
In Spanien sahen etwa 36.500 Menschen den Film im Kino.